# Station Gedser
Station Gedser is een spoorwegstation in Gedser, Denemarken aan het zuidelijke einde van de spoorlijn Nykøbing Falster - Gedser.
Het station is geopend op 27 juni 1886. Het oorspronkelijke station werd vervangen door een nieuw stationsgebouw op 30 september 1903, toen de veerbootverbinding met Warnemünde werd ingesteld. Omdat men een militaire aanval vanuit Duitsland vreesde, kreeg het station twee verdedigingstorens met naar het zuiden gerichte schietgaten.
Het station werd voor reizigersvervoer gesloten op 12 december 2009.